# 猫场镇 (大方县)
猫场镇，是中华人民共和国贵州省毕节市大方县下辖的一个乡镇级行政单位。

## 行政区划
猫场镇下辖以下地区：
猫场社区、长征村、永乐村、碧脚村、五丫村、联合村、长沙村、箐口村、兴合村、永久村、水淹塘村和新民村。